# 신정언
신정언(申鼎言, 1902년 ~ ?)은 일제강점기에 주로 활동한 야담가이다.

## 생애
1902년 충청남도 공주군에서 태어났으며, 일제강점기에 유명한 이야깃꾼으로 활동했다. 야담의 무대 공연과 라디오 방송 활동, 야담 강연 활동을 병행하면서 그 내용을 대중 소설로 집필하기도 하여, 현대식 개념으로는 연극인과 방송인, 소설가를 겸한 직업이었다.
김동인이 1935년에 창간하여 1945년까지 발행한 야담 전문 월간지 《야담》(野談)에서 주요 필자로 기여했다. 《야담》과 비슷한 성격의 《월간야담》(月刊野談)에도 참여했으며, 1930년대 후반에는 "야담계의 거장"으로 불리면서 야담집도 출판한 이 분야의 거물이었다. 소재는 주로 중국과 한국의 역사서에서 따왔다. 1938년에는 《신정언 명야담집》(申鼎言 名野談集)을 출간했다.
김동인과 윤백남, 방인근, 신정언 등이 중심이 된 《야담》은 대중적인 읽을 거리를 싣는 상업적인 잡지였는데, 중일 전쟁 발발 후인 1940년경부터는 대부분의 다른 언론 매체와 마찬가지로 전시 체제하의 친일 분위기를 느낄 수 있는 내용이 게재되었다. 한국 역사 속의 야담을 주로 다룬 이전과는 달리 일본 야담의 비중도 늘어났다.
이 무렵 신정언도 1941년 1월부터 조선담우회(朝鮮談友會) 이사를 지내면서 전국을 순회하며 야담을 공연했다. 특히 여성을 대상으로 한 강연회에서는 옛 이야기 속에 등장하는 부인들의 무용담을 구연하는 등 전쟁 협력의 성격이 뚜렷한 야담을 공연했다. 1940년 12월 19일에는 국민총력조선연맹이 주최한 국민총력의 밤에서 야담 공연을 가졌다. 신정언은 야담 공연을 통해 내선일체와 전시 체제에 필요한 정신 자세를 강조했다. 1942년 10월부터 1943년 3월 전후까지 매일신보사가 주최하고 국민총력조선연맹, 조선군 보도부 후원으로 열린 징병취지야담만담부대(徵兵趣旨野談漫談部隊) 전국 순회 공연을 가졌다.
1943년 1월 11일부터 1943년 6월 18일까지 《매일신보》에 〈징병취지야담만담행각〉(徵兵趣旨野談漫談行脚)을 109회에 걸쳐 연재했다. 〈징병취지야담만담행각〉은 징병제의 취지를 선전하기 위해 결성된 야담만담부대(野談漫談部隊)가 경기도·평안남도·평안북도·황해도·강원도·전라북도·전라남도·경상북도·충청남도·충청북도 각지를 오가면서 진행한 야담·만담 공연의 내용, 공연을 관람한 청중들의 반응, 야담만담부대의 각지 순방 과정과 공연 관람객 수, 야담만담부대의 각지 공연에 대한 신정언 본인의 평가가 담겨 있을 정도로 징병취지야담만담부대의 보고서 형식을 띠고 있다. 1943년 4월부터 1945년 6월 전후까지 매일신보사가 전국 각지를 순회하면서 농촌, 산촌, 어촌에 자동차를 동원하여 야담, 만담을 통해 징병제를 선전하기 위해 결성한 단체인 매신교화선전차대(每申敎化宣傳車隊) 대원 자격으로 징병제 취지 선전 공연을 가졌다. 이 기간 동안에 《매일신보》에서는 매신교화선전차대의 활동 상황을 보도하는 기사가 게재되었다.
1942년 4월에는 잡지 《춘추》(春秋)에 게재된 〈장지장(장수 중의 장수) 도고 원수〉(將之將 東鄕 元帥)라는 글을 통해 도고 헤이하치로(東鄕平八郞) 일본 제국 해군 원수를 "도고 헤이하치로 원수는 넓은 모래사장 가운데에 빛나는 금강석(金剛石, 다이아몬드)과 같은 재덕(才德, 재능과 덕)을 가진 인물이다. 인간으로만 본다면 인간 중의 인간이요, 장수라는 자격으로 본다면 장수 중의 장수이다."이라고 찬양했다. 1942년 9월에는 잡지 《신시대》(新時代)에 게재된 〈강담 군신 가토 장군〉(講談 軍神 加藤 將軍)이라는 글을 통해 가토 다테오(加藤建夫) 일본 제국 육군 소장을 "대원수(쇼와 천황) 폐하의 방패가 된 충용무쌍한 군인의 가문에서 태어난 공중의 용장(勇將, 용맹스러운 장군)이자 일본 제국의 공중을 지키는 호공군신(護空軍神)"이라고 찬양했다. 1943년 7월에는 잡지 《신시대》(新時代)에 게재된 〈도고 원수의 머리〉(東鄕 元帥의 머리)라는 글을 통해 "문무를 겸비한 무사가였던 도고 헤이하치로 원수는 일본 정신의 핵심인 충(忠)과 효(孝)로 가득한 머리를 가졌으며 어머니로부터 물려받은 덕(德), 아버지로부터 이어져 온 와카(和歌) 구절 또한 그의 머리에서 나온 것이다. 도고 헤이하치로 원수가 이끌던 일본 제국 해군은 러일 전쟁에서 러시아 제국 해군을 격파할 수 있었다."라고 찬양하면서 전쟁 협력의 중요성을 선전했다.
1943년 5월 3일에 개성상공회의소가 주최한 정신수양야담대회에 출연했고, 1943년 12월 5일에 지원병익찬회 종로위원회가 주최한 학병 장행회, 1943년 12월 7일에 지원병익찬회 동대문위원회가 주최한 지원학도위안회에서 야담 공연을 가졌다. 1943년 5월 6일에는 징병제의 취지를 보급한 야담만담부대의 공로를 인정받아 조선군사령부 감사장을 수상했고, 1944년 11월 4일 징병 취지 보급 순회 공연에 참여한 공로를 인정받아 군사령과 감사장을 수상했다. 1943년에는 만선학해사(滿鮮學海社)가 만주국 건국 10주년을 기념하여 발간한 《반도 사화와 낙토 만주》(半島 史話와 樂土 滿洲)에 게재된 글인 〈백제 말 황산의 계백 장군〉을 집필했다.
광복 이후에도 역사 소설 저술가로 활동하다가 한국 전쟁 중이던 1950년 7월 19일에 서울에서 실종되었다. 같은 시기에 조선인민군에게 체포되어 평양까지 끌려갔다가 탈출한 계광순이 평양에서 수감된 신정언의 모습을 보았다고 증언하여 납북된 것으로 추정된다. 2008년 민족문제연구소가 정리한 친일인명사전 수록예정자 명단 연극/영화 부문에 포함되었으며 2009년 친일반민족행위진상규명위원회가 발표한 친일반민족행위 705인 명단에도 포함되었다.

## 참고자료
- 친일반민족행위진상규명위원회 (2009). 〈신정언〉. 《친일반민족행위진상규명 보고서 Ⅳ-9》. 서울. 198~253쪽.
- 차혜영 (2001년 6월). “우리 근대의 프랑켄쉬타인 혹은 계몽의 변증법 - 『월간야담』『야담』에 숨겨진 문학사” (PDF). 《한국문화예술위원회 웹진》: 142~153. 2004년 7월 7일에 원본 문서 (PDF)에서 보존된 문서. 2008년 5월 31일에 확인함.